# Persone di nome Giorgio/Politici
| Questa pagina contiene informazioni ricavate automaticamente dalle voci biografiche con l'ausilio del template Bio e di un bot. L'aggiornamento è periodico e automatico e ricostruisce completamente la pagina. Se manca una persona in questa lista, sei pregato di non aggiungerla, ma accertati piuttosto che la sua voce biografica contenga il template Bio e che i dati anagrafici siano correttamente compilati. Se il template Bio manca, inseriscilo tu stesso o, in alternativa, metti l'avviso {{tmp\|Bio}} che ne segnala la mancanza. Se i dati riportati sono sbagliati, correggi direttamente la voce biografica; le modifiche saranno visibili in questa lista entro pochi giorni. Per chiarimenti vedi il progetto antroponimi. La lista contiene solo le 120 persone che sono citate nell'enciclopedia e per le quali è stato implementato correttamente il template Bio. Pagina aggiornata al 6 giu 2025. |

Questa è una lista di persone presenti nell'enciclopedia che hanno il nome Giorgio e sono politici.

## A(4)
- Giorgio Abonante, politico italiano (Alessandria, n. 1975)
- Giorgio Airaudo, politico e sindacalista italiano (Torino, n. 1960)
- Giorgio Almirante, politico italiano (Salsomaggiore Terme, n. 1914 - Roma, † 1988)
- Giorgio Asproni, politico italiano (Bitti, n. 1809 - Roma, † 1876)

## B(17)
- Giorgio Bacchi, politico italiano (Venezia, n. 1913 - Siena, † 1974)
- Giorgio Baldini, politico italiano (Nonantola, n. 1935)
- Giorgio Balmas, politico italiano (Torino, n. 1927 - † 2006)
- Giorgio Bergamasco, politico e avvocato italiano (Milano, n. 1904 - † 1990)
- Giorgio Maria Bergesio, politico italiano (Bra, n. 1963)
- Giorgio Berzero, politico italiano (Caresana, n. 1896 - † 1987)
- Giorgio Bini, politico italiano (Genova, n. 1927 - † 2015)
- Giorgio Bo, politico, antifascista e partigiano italiano (Sestri Levante, n. 1905 - Roma, † 1980)
- Giorgio Bogi, politico e medico italiano (La Spezia, n. 1929)
- Giorgio Bombi, politico italiano (Ruda, n. 1852 - Gorizia, † 1939)
- Giorgio Bondi, politico italiano (Cavriglia, n. 1929)
- Giorgio Borghese, politico italiano (Rapallo, n. 1691 - † 1766)
- Giorgio Bornacin, politico italiano (Omegna, n. 1949 - Genova, † 2023)
- Giorgio Borsarelli, politico italiano (Briaglia, n. 1817)
- Giorgio Braccesi, politico italiano (Firenze, n. 1900 - † 1975)
- Giorgio Brambilla, politico italiano (Monza, n. 1926 - Guanzate, † 2004)
- Giorgio Brandolin, politico italiano (Monfalcone, n. 1951)

## C(16)
- Giorgio Calò, politico italiano (Monza, n. 1933)
- Giorgio Canestri, politico italiano (Alessandria, n. 1934 - Torino, † 2022)
- Giorgio Carollo, politico italiano (Vicenza, n. 1944)
- Giorgio Carta, politico italiano (Jerzu, n. 1938 - Cagliari, † 2020)
- Giorgio Casoli, politico e magistrato italiano (Fabro, n. 1928 - Perugia, † 2019)
- Giorgio Castellani, politico italiano (L'Aquila, n. 1943)
- Giorgio Cavitelli, politico italiano (Busseto, n. 1941)
- Giorgio Centurione, politico e militare italiano (Genova, n. 1553 - Genova, † 1629)
- Giorgio Chanu, politico italiano (Aosta, n. 1930 - † 1997)
- Giorgio Chessari, politico italiano (Ragusa, n. 1946)
- Giorgio Cisbani, politico italiano (Fermo, n. 1939)
- Giorgio Conte, politico italiano (Vicenza, n. 1961)
- Giorgio Corner, politico e militare italiano (Venezia, n. 1374 - Venezia, † 1439)
- Giorgio Corner, politico italiano (Venezia, n. 1452 - Venezia, † 1527)
- Giorgio Covi, politico italiano (Milano, n. 1923 - Milano, † 2005)
- Giorgio Crescentini, politico e ex calciatore sammarinese (Montegiardino, n. 1950)

## D(5)
- Giorgio D'Ambrosio, politico italiano (Pescara, n. 1957)
- Giorgio Da Mommio, politico italiano (Viareggio, n. 1932 - Carrara, † 2020)
- Giorgio Dal Pian, politico italiano
- Giorgio Degola, politico italiano (Albinea, n. 1923 - Albinea, † 2018)
- Giorgio Doria, politico italiano (Genova, n. 1800 - Genova, † 1878)

## F(5)
- Giorgio Fede, politico italiano (San Benedetto del Tronto, n. 1961)
- Giorgio Fenoaltea, politico italiano (Roma, n. 1902 - Roma, † 1974)
- Giorgio Ferrari, politico italiano (Verona, n. 1931 - Roma, † 1997)
- Giorgio Franceschini, politico, storico e avvocato italiano (Ferrara, n. 1921 - Ferrara, † 2012)
- Giorgio Fregosi, politico italiano (Modena, n. 1938 - Roma, † 1998)

## G(9)
- Giorgio Galvagno, politico italiano (Mattuglie, n. 1943)
- Giorgio Gandini, politico italiano (Alessandria, n. 1952)
- Giorgio Gangi, politico italiano (Fiume, n. 1938 - Milano, † 2013)
- Giorgio Gardiol, politico e giornalista italiano (Pinerolo, n. 1942 - Pinerolo, † 2014)
- Giorgio Ghezzi, politico italiano (Bologna, n. 1932 - Bologna, † 2005)
- Giorgio Granzotto, politico italiano (Belluno, n. 1928 - Belluno, † 2016)
- Giorgio Grigolli, politico e giornalista italiano (Mori, n. 1927 - Trento, † 2016)
- Giorgio Guazzaloca, politico italiano (Bazzano, n. 1944 - Bologna, † 2017)
- Giorgio Guerrini, politico italiano (Castelmassa, n. 1921 - Verona, † 2003)

## H(1)
- Giorgio Holzmann, politico italiano (Bolzano, n. 1957)

## K(1)
- Giorgio Kutufà, politico italiano (Livorno, n. 1948 - Livorno, † 2020)

## L(7)
- Giorgio La Malfa, politico, economista e saggista italiano (Milano, n. 1939)
- Giorgio La Pira, politico e giurista italiano (Pozzallo, n. 1904 - Firenze, † 1977)
- Giorgio Ladu, politico italiano (Tortolì, n. 1942 - Tortolì, † 2020)
- Giorgio Lainati, politico e giornalista italiano (Milano, n. 1958)
- Giorgio Lisi, politico italiano (Rimini, n. 1956)
- Giorgio Longo, politico italiano (Venezia, n. 1924 - Venezia, † 2020)
- Giorgio Lovecchio, politico italiano (Foggia, n. 1978)

## N(1)
- Giorgio Napolitano, politico italiano (Napoli, n. 1925 - Roma, † 2023)

## O(2)
- Giorgio Oliva, politico italiano (Voghera, n. 1908 - Vicenza, † 2001)
- Giorgio Oppi, politico italiano (Iglesias, n. 1940 - Cagliari, † 2022)

## P(11)
- Giorgio Pagano, politico italiano (La Spezia, n. 1954)
- Giorgio Panattoni, politico italiano (Milano, n. 1937 - Ivrea, † 2025)
- Giorgio Pasetto, politico italiano (Nettuno, n. 1941 - Roma, † 2022)
- Giorgio Pasquali, politico e ingegnere italiano (Fiesso Umbertiano, n. 1925 - Bolzano, † 2012)
- Giorgio Piccolo, politico italiano (Napoli, n. 1947)
- Giorgio Pighi, politico italiano (Modena, n. 1949)
- Giorgio Pini, politico e giornalista italiano (Bologna, n. 1899 - Bologna, † 1987)
- Giorgio Piovano, politico, scrittore e partigiano italiano (Torino, n. 1920 - Pavia, † 2008)
- Giorgio Pitacco, politico italiano (Pirano, n. 1866 - Trieste, † 1945)
- Giorgio Pizzol, politico italiano (Vittorio Veneto, n. 1942)
- Giorgio Postal, politico italiano (Trento, n. 1939)

## R(2)
- Giorgio Rossetti, politico italiano (Trieste, n. 1938)
- Giorgio Ruffolo, politico, economista e dirigente d'azienda italiano (Roma, n. 1926 - Roma, † 2023)

## S(10)
- Giorgio Sala, politico italiano (Vicenza, n. 1927)
- Giorgio Salvadè, politico e medico svizzero (Sorengo, n. 1949 - Lugano, † 2012)
- Giorgio Salvitti, politico italiano (Colleferro, n. 1968)
- Giorgio Scaramellini, politico italiano (Chiavenna, n. 1937 - Sondrio, † 2023)
- Giorgio Silli, politico italiano (Firenze, n. 1977)
- Giorgio Simeoni, politico italiano (Trevignano Romano, n. 1959)
- Giorgio Sonnino, politico italiano (Alessandria d'Egitto, n. 1844 - Roma, † 1921)
- Giorgio Spitella, politico italiano (Foligno, n. 1925 - Roma, † 2001)
- Giorgio Stoppa, politico, medico e partigiano italiano (Livorno, n. 1912 - Nizza, † 1985)
- Giorgio Stracquadanio, politico e giornalista italiano (Milano, n. 1959 - Milano, † 2014)

## T(6)
- Giorgio Tamajo, politico, militare e prefetto italiano (Napoli, n. 1817 - Siracusa, † 1897)
- Giorgio Tombesi, politico italiano (Udine, n. 1926 - Trieste, † 2023)
- Giorgio Tononi, politico italiano (Trento, n. 1932 - Trento, † 2013)
- Giorgio Tornati, politico italiano (Pesaro, n. 1937)
- Giorgio Trizzino, politico italiano (Palermo, n. 1956)
- Giorgio Tupini, politico e dirigente d'azienda italiano (Roma, n. 1922 - Fiuggi, † 2021)

## V(4)
- Giorgio Vaccaro, politico e dirigente sportivo italiano (San Marzanotto d'Asti, n. 1892 - Roma, † 1983)
- Giorgio Luciano Verda, politico italiano (Porto Maurizio, n. 1923 - Imperia, † 2002)
- Giorgio Vestri, politico italiano (Prato, n. 1929 - † 2002)
- Giorgio Vido, politico italiano (Padova, n. 1941 - † 2018)

## Z(4)
- Giorgio Zaccarelli, politico italiano (Bergamo, n. 1931 - Torre Boldone, † 2015)
- Giorgio Zanin, politico italiano (San Vito al Tagliamento, n. 1964)
- Giorgio Zanniboni, politico italiano (Forlì, n. 1935 - Forlì, † 2011)
- Giorgio Zanotto, politico e dirigente d'azienda italiano (Verona, n. 1920 - Verona, † 1999)